# Joanna Cherry
Joanna Catherine Cherry QC MP (Edinburgh, 18 maart 1966) is een Schots politicus voor de  Scottish National Party (SNP). Ze is sinds 7 mei 2015 lid van het Lagerhuis voor het kiesdistrict Edinburgh South West. Ze is eveneens de woordvoerder van de SNP voor Justitie en Binnenlandse Zaken.

## Levensloop

### Advocatuur
Joanna Cherry werd in 1995 advocaat, met een bijzondere interesse voor onder andere arbeidsverhoudingen, veiligheidskwesties en zaken rond (geestelijke) gezondheid. Van 2003 tot 2008 was ze een Standing Junior Counsel voor de Schotse regering. In 2009 werd ze benoemd tot  Queen's Counsel.

### Politieke carrière
Cherry richtte de Lawyers for Yes-groep op, een groep advocaten die tijdens het Schots onafhankelijkheidsreferendum van 2014 campagne voerde voor Schotse onafhankelijkheid. In februari 2015 werd bekend dat ze voor de Scottish National Party kandidaat zou zijn in het kiesdistrict Edinburgh South West bij de parlementsverkiezingen in mei 2015. Ze werd met 43% van de stemmen verkozen. Ze werd herkozen tijdens de parlementsverkiezingen van 2017 en van 2019.
Joanna Cherry was een van de eisers die de opschorting van het parlement door de regering van premier Boris Johnson - een opschorting die vijf weken zou moeten duren - aanvocht bij de rechter. De zaak eindigde op 24 september 2019 met een uitspraak van het Britse hooggerechtshof, dat de opschorting onrechtmatig oordeelde en daarom nietig verklaarde ([2019]UKSC 41).